# Loose Mini DVD
«Loose Mini DVD» — перший DVD-альбом канадсько-португальської співачки Неллі Фуртадо. Виданий 22 серпня 2007 року лейблом Universal Music Group . DVD містить п'ять відеокліпів співачки з її третього студійного альбому «Loose» на сингли «Promiscuous», «Maneater», «All Good Things (Come to an End)» і «Say It Right» та один кліп з її другого альбому «Folklore», комбінований зі сцен відео «Say It Right».

## Вміст DVD
| #  | Назва                              | Режисер                    | Тривалість |
| -- | ---------------------------------- | -------------------------- | ---------- |
| 1. | «In God's Hands»                   | Джессі Ділан               | 4:12       |
| 2. | «Maneater»                         | Ентоні Мендлер             | 5:13       |
| 3. | «Promiscuous» (з Тімбелендом)      | Little X                   | 4:01       |
| 4. | «All Good Things (Come to an End)» | Israel Lugo & Gabriel Coss | 3:46       |
| 5. | «Say It Right»                     | Rankin & Chris             | 4:02       |
| 6. | «Try»                              | Софі Мюллер                | 4:38       |

## Факти
- Обкладинка до диску була розроблена «Gravillis Inc.»[2], така як і до альбому «Loose», але з жовтим фоном, також на цій обкладинці з'явилась нижня частина тіла Неллі.
- DVD не з'явився в жодних музичних чартах.

## Відео кліпи
- In God's Hands
- Maneater
- Promiscuous
- All Good Things (Come to an End)
- Say It Right
- Try